# Saison 3 de Billions
Chronologie
Saison 2 Saison 4
Cet article présente le guide des épisodes de la troisième saison de la série télévisée américaine Billions.

## Généralités
- Aux États-Unis, cette saison a été diffusée du 25 mars 2018 au 10 juin 2018 sur Showtime.
- Au Canada, elle a été diffusée en simultané sur The Movie Network.

## Distribution

### Acteurs principaux
- Damian Lewis (VF : Jean-Pierre Michaël) : Bobby « Axe » Axelrod
- Paul Giamatti (VF : Jean-Pol Brissart) : Charles « Chuck » Rhoades Jr.
- Maggie Siff (VF : Ariane Deviègue) : Wendy Rhoades
- Malin Åkerman (VF : Sybille Tureau) : Lara Axelrod
- Toby Leonard Moore (VF : Stéphane Fourreau) : Bryan Connerty
- David Costabile (VF : Michel Dodane) : Mike « Wags » Wagner
- Condola Rashād (VF : Laëtitia Lefebvre) : Kate Sacher
- Asia Kate Dillon (VF : Youna Noiret) : Taylor Amber Mason[1]
- Jeffrey DeMunn : Charles Rhoades Sr.

### Acteurs récurrents et invités
- John Malkovich : Grigor Andolov[2] (épisodes 9, 10 et 12)

## Liste des épisodes

### Épisode 1:En cas d'égalité, c'est le coureur qui a le point
- États-Unis /  Canada : 25 mars 2018 sur Showtime[3] / The Movie Network
- France : 27 mars 2018 sur Canal+ Séries[4]
- Belgique : 2 juin 2018 sur Be TV
- Québec : 26 juillet 2018 sur Super Écran

- États-Unis : 928 000 téléspectateurs[5] (première diffusion)

### Épisode 2:La Mauvaise Maria Gonzales
- États-Unis /  Canada : 1er avril 2018 sur Showtime / The Movie Network
- France : 2 avril 2018 sur Canal+ Séries
- Belgique : 2 juin 2018 sur Be TV
- Québec : 1er août 2018 sur Super Écran

- États-Unis : 839 000 téléspectateurs[6] (première diffusion)

### Épisode 3:Une génération trop tard
- États-Unis /  Canada : 8 avril 2018 sur Showtime / The Movie Network
- France : 9 avril 2018 sur Canal+ Séries
- Belgique : 9 juin 2018 sur Be TV
- Québec : 8 août 2018 sur Super Écran

- États-Unis : 849 000 téléspectateurs[7] (première diffusion)

### Épisode 4:Parcours d'enfer
- États-Unis /  Canada : 15 avril 2018 sur Showtime / The Movie Network
- France : 16 avril 2018 sur Canal+ Séries
- Belgique : 9 juin 2018 sur Be TV
- Québec : 15 août 2018 sur Super Écran

- États-Unis : 722 000 téléspectateurs[8] (première diffusion)

### Épisode 5:La Faille de l'étoile de la mort
- États-Unis /  Canada : 22 avril 2018 sur Showtime / The Movie Network
- France : 23 avril 2018 sur Canal+ Séries
- Belgique : 16 juin 2018 sur Be TV
- Québec : 22 août 2018 sur Super Écran

- États-Unis : 874 000 téléspectateurs[9] (première diffusion)

### Épisode 6:Le Troisième Ortolan
- États-Unis /  Canada : 29 avril 2018 sur Showtime / The Movie Network
- France : 30 avril 2018 sur Canal+ Séries
- Belgique : 16 juin 2018 sur Be TV
- Québec : 29 août 2018 sur Super Écran

- États-Unis : 773 000 téléspectateurs[10] (première diffusion)

### Épisode 7:Pas vous, monsieur Dake!
- États-Unis /  Canada : 6 mai 2018 sur Showtime / The Movie Network
- France : 7 mai 2018 sur Canal+ Séries
- Belgique : 23 juin 2018 sur Be TV
- Québec : 5 septembre 2018 sur Super Écran

- États-Unis : 984 000 téléspectateurs[11] (première diffusion)

### Épisode 8:Tous les Wilburys
- États-Unis /  Canada : 13 mai 2018 sur Showtime / The Movie Network
- France : 14 mai 2018 sur Canal+ Séries
- Belgique : 23 juin 2018 sur Be TV
- Québec : 12 septembre 2018 sur Super Écran

- États-Unis : 965 000 téléspectateurs[12] (première diffusion)

### Épisode 9:Mise en train
- États-Unis /  Canada : 20 mai 2018 sur Showtime / The Movie Network
- France : 21 mai 2018 sur Canal+ Séries
- Belgique : 30 juin 2018 sur Be TV
- Québec : 19 septembre 2018 sur Super Écran

- États-Unis : 952 000 téléspectateurs[13] (première diffusion)

### Épisode 10:Le Rachat
- États-Unis /  Canada : 27 mai 2018 sur Showtime / The Movie Network
- France : 28 mai 2018 sur Canal+ Séries
- Belgique : 30 juin 2018 sur Be TV
- Québec : 26 septembre 2018 sur Super Écran

- États-Unis : 775 000 téléspectateurs[14] (première diffusion)

### Épisode 11:Kompenso
- États-Unis /  Canada : 3 juin 2018 sur Showtime / The Movie Network
- France : 4 juin 2018 sur Canal+ Séries
- Belgique : 7 juillet 2018 sur Be TV
- Québec : 3 octobre 2018 sur Super Écran

- États-Unis : 900 000 téléspectateurs[15] (première diffusion)

### Épisode 12:Le Comptage Elmsley
- États-Unis /  Canada : 10 juin 2018 sur Showtime / The Movie Network
- France : 11 juin 2018 sur Canal+ Séries
- Belgique : 7 juillet 2018 sur Be TV
- Québec : 10 octobre 2018 sur Super Écran

- États-Unis : 938 000 téléspectateurs[16] (première diffusion)